# Фрахтовщик
Фрахтовщик (нем. Frachtführer) — сторона в договоре фрахтования, которая принимает на себя обязанность осуществить за вознаграждение перевозку груза морем в порт назначения с условием предоставления всего судна, части его или определённых судовых помещений.
Термины, используемые в транспортной логистике:
- Фрахтователь — физическое или юридическое лицо, которое по договору фрахтования обязуется оплатить стоимость пользования всей либо частью вместимости одного или нескольких транспортных средств, предоставляемых на один или несколько рейсов для перевозок пассажиров и багажа, грузов;
- Фрахтовщик — юридическое лицо, индивидуальный предприниматель, принявшие на себя по договору фрахтования обязанность предоставить фрахтователю всю либо часть вместимости одного или нескольких транспортных средств на один или несколько рейсов для перевозок пассажиров и багажа, грузов.